# دوج سوپر بی
دوج سوپر بی (Dodge Super Bee) خودرویی است که در سال‌های ۱۹۶۸ تا ۱۹۷۱۱۹۷۰–۱۹۸۰ (Mexico only)
۲۰۰۷–۲۰۰۹تولید شده‌است. 
این خودرو در کلاس خودرو عضلانی قرار گرفته، طراحی آن خودروهای موتور جلو-محور عقب بوده است. 